# Kreis Hagenow
De Kreis Hagenow was een Kreis in de Bezirk Schwerin in de Duitse Democratische Republiek.

## Geschiedenis
Hagenow ontstond op 25 juli 1952 bij het opheffen van de deelstaten uit de sinds 1933 bestaande Landkreis Hagenow en de noch in 1945 van de Britse- naar de Sovjet-bezettingszone overgehevelde Amt Neuhaus. De nieuwe kreis maakte deel uit van de nieuw gevormde Bezirk Schwerin. 
Op 17 mei 1990 werd de kreis als Landkreis Hagenow aangeduid. Later dat jaar, op 3 oktober 1990 bij de Duitse hereniging, kwam de landkreis in de nieuw gevormde deelstaat Mecklenburg-Voor-Pommeren te liggen. Acht gemeenten en enkele andere kleine stukken grondgebied gingen op 30 juni 1993 over naar de Landkreis Lüneburg in de deelstaat Nedersaksen. Uiteindelijk werd de landkreis op 12 juni 1994 opgeheven en ging hij samen met de (Land)kreis Ludwigslust en het zuid- en zuidwestelijke deel van de Landkreis Schwerin op in de nieuwe Landkreis Ludwigslust.

## Geografie

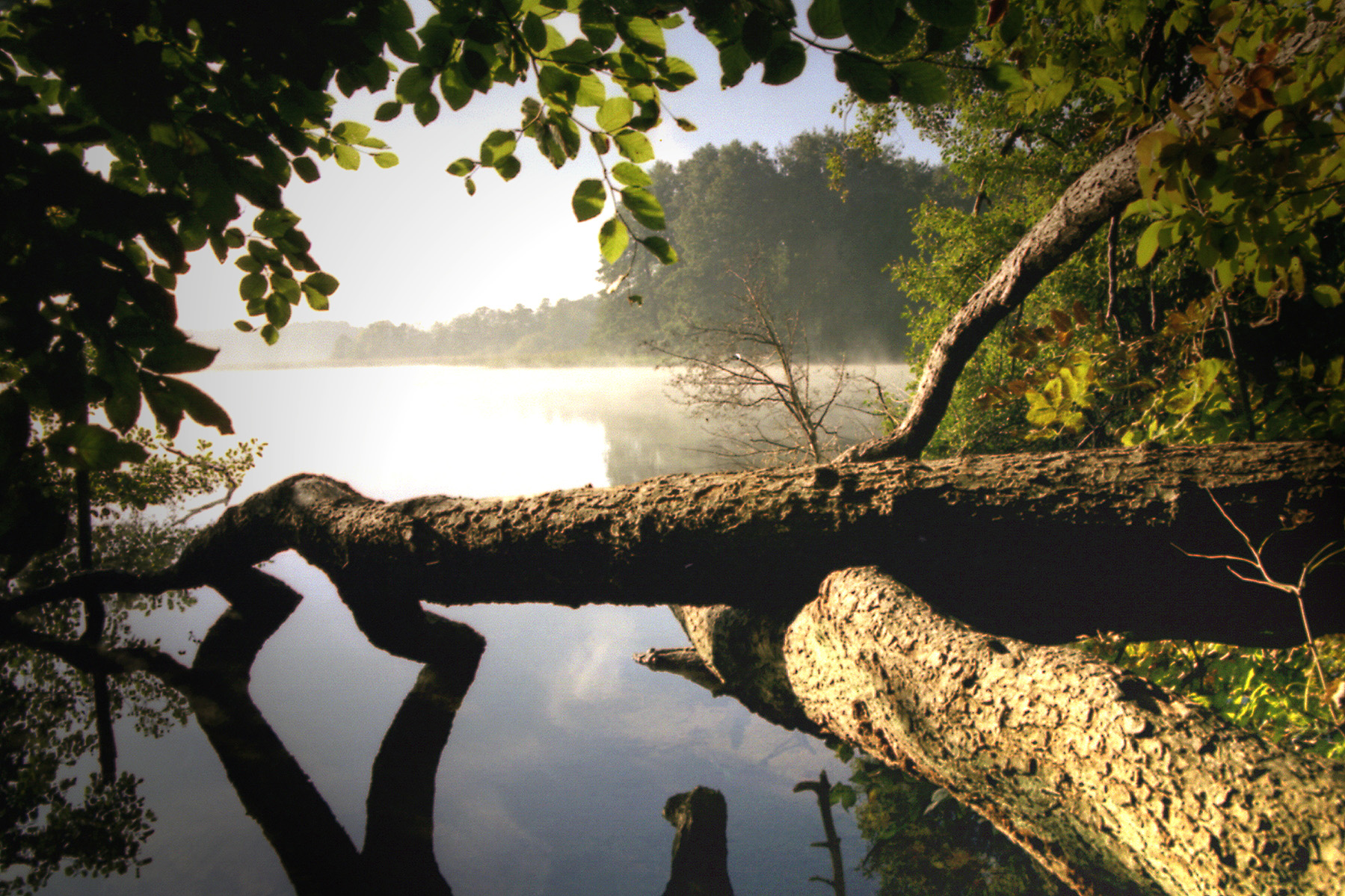
Schaalsee

De Kreis Hagenow had een oppervlakte van 1550 km² en was daarmee de grootste kreis van de DDR. In het noorden grensde Hagenow aan de Kreis Gadebusch, in het noordoosten aan Kreis Schwerin-Land en in het zuidwesten aan de Kreis Ludwigslust. Daarnaast vormde de zuidwestelijke-, westelijke- en noordwestelijke grens van de kreis tevens de Duits-Duitse grens met de landkreise Lüchow-Dannenberg, Lüneburg en Kreis Hertogdom Lauenburg.

## Steden en gemeenten
De Landkreis Hagenow bestond op 3 oktober 1990 uit 73 gemeenten, waaronder vijf steden. In aanloop naar de Duitse hereniging ontstond op 1 mei 1990 de gemeente Groß Krams, toen de gemeente Redefin werd gesplitst. Door een staatsverdrag tussen Mecklenburg-Voor-Pommeren en Nedersaksen maakten de gemeenten Dellin, Haar, Kaarßen, Neuhaus/Elbe, Stapel, Sückau, Sumte en Tripkau alsmede de ortsteilen Neu Bleckede, Neu Wendischthun en Stiepelse uit de gemeente Teldau en een klein gebied van de gemeente Garlitz op 30 juni 1993 de overstap naar de Nedersaksische Landkreis Lüneburg, waartoe ze ook reeds voor het begin van de Tweede Wereldoorlog behoorden.
| - Alt Zachun - Bandenitz - Bantin - Banzin - Belsch - Bennin - Besitz - Bobzin - Boddin - Boizenburg/Elbe, stad - Brahlstorf - Bresegard - Camin - Dellien - Dersenow - Dodow - Dreilützow - Drönnewitz - Gallin - Gammelin - Garlitz - Gößlow - Gresse - Greven - Groß Krams | - Haar - Hagenow, stad - Hoort - Hülseburg - Jessenitz - Kaarßen - Karft - Kirch Jesar - Klein Bengerstorf - Kloddram - Kogel - Körchow - Kuhstorf - Lassahn - Lehsen - Lübtheen, stad - Luckwitz - Lüttow - Melkof - Moraas - Neu Gülze - Neuhaus/Elbe - Neuhof - Nostorf - Parum | - Pätow - Picher - Pritzier - Redefin - Rodenwalde - Schwanheide - Setzin - Stapel - Strohkirchen - Sückau - Sumte - Teldau - Tessin b. Boizenburg - Tessin b. Wittenburg - Toddin - Tripkau - Valluhn - Vellahn - Warlitz - Waschow - Wiebendorf - Wittenburg, stad - Zarrentin, stad |

Bützow · Gadebusch · Güstrow · Hagenow · Ludwigslust · Lübz · Parchim · Perleberg · Schwerin (stadskreis) · Schwerin-Land · Sternberg